# Быстрицкая, Юлия Анатольевна
Ю́лия Анато́льевна Быстри́цкая (Ракче́ева) (22 июня 1968, Ленинград) — российская журналистка, телеведущая, медиаменеджер. Генеральный директор телеканала «ТВ Центр» с октября 2012 года.

## Биография
Родилась 22 июня 1968 года в Ленинграде. Окончила Военный Краснознамённый институт Министерства обороны СССР по специальности «переводчик» в 1991 году.

### Профессиональная деятельность
С 1991 года работает на телевидении.
В 1991—1996 годах работала старшим редактором, комментатором международного отдела в программе «Время» (РГТРК «Останкино», с 1995 года — ОРТ).
С августа 1996 по август 2000 года работала в телекомпании НТВ.
В 1996—2000 годах была шеф-редактором программы «Сегодня» телеканала НТВ. Была ведущей утренних выпусков новостей, работала для программы «Профессия — репортёр», в частности — была автором фильмов «Бьют женщину», показанного в телеэфире 25 февраля 1999 года, а также «Челюсти. Агрессивные собаки в городе», прошедшего 24 июня 1999 года.
С августа 2000 года работала в ВГТРК. Изначально — заместитель директора Дирекции информационных программ телеканала «Россия», начальник службы выпуска.
С 2006 по 2012 год занимала пост директора Дирекции информационных программ ФГУП «Государственная телекомпания „Россия“». При ней ведущие программы «Вести», работающие на восточные регионы Российской Федерации, выходили в эфир на Российском информационном канале «Вести» (позднее — «Россия-24»).
В сентябре 2009 года была назначена заместителем генерального директора ВГТРК Олега Добродеева.
С октября 2012 года — генеральный директор телеканала «ТВ Центр». Сменила на этом посту Александра Пономарёва, руководившего телеканалом с декабря 2005 года.
Член Академии Российского телевидения с 2007 года.

## Семья
Замужем. Первый муж — корреспондент и ведущий НТВ, ВГТРК, ныне — «Первого канала» Юрий Липатов (р. 1970). Второй — бывший зампредседателя ВГТРК и бывший председатель радиостанции «Голос России» Андрей Быстрицкий (р. 1960).
От первого брака имеет дочь Александру (р. 2000).

## Награды и премии
- Медаль ордена «За заслуги перед Отечеством» II степени (27 ноября 2006 года) — за заслуги в области культуры, печати, телерадиовещания и многолетнюю плодотворную работу[18].
- Орден Почёта (23 апреля 2008 года) — за информационное обеспечение и активную общественную деятельность по развитию гражданского общества в Российской Федерации[19].
- Орден Дружбы (26 марта 2018 года) — за заслуги в развитии отечественного телевидения[20].
- Благодарность Мэра Москвы (25 февраля 2014 года) — за многолетнюю плодотворную работу в средствах массовой информации города Москвы[21].
- Национальная телевизионная премия «ТЭФИ—2001» в номинациях «Информационная программа — общенациональные (сетевые) новости» — программа «Вести» и «Новости — время местное. Ежедневные региональные выпуски» — программа «Вести-Москва» (26 октября 2001 года)[22][23].

## Санкции
Включена Украиной в санкционный список за позицию по войне на Донбассе и аннексии Крыма.